# Área marina y costera protegida Lafken Mapu Lahual
Lafken Mapu Lahual (cuyo significado en mapudungun es: mar y tierra de alerces) es un área marina y costera protegida, ubicada en el borde costero de las comunas de San Juan de la Costa, Río Negro y Purranque, Provincia de Osorno, Chile. 
Dentro de esta área protegida se encuentra la Red de Parques Comunitarios Mapu Lahual, a la cual se puede llegar por la carretera por camino pavimentado desde la ciudad de Osorno siguiendo la Ruta U-40.

## Descripción
Lafken Mapu Lahual constituye una iniciativa de interés nacional, que permitirá proteger recursos marinos y terrestres de gran relevancia para la región y el país; tal como lo establece la Estrategia Nacional de la Biodiversidad, integrando en esta tarea a las poblaciones que habitan el área, representadas en su mayoría por etnias mapuches huilliches.
La protección de esta área considera un modelo de gestión participativo, en el cual las personas son el eje fundamental. Se trata de un área de múltiple uso, que permitirá a las comunidades utilizar los recursos naturales presentes, de manera sustentable, lo que implica una gran oportunidad para mejorar su calidad de vida y la de futuras generaciones.
Lafken Mapu Lahual, nos entrega también la posibilidad de incrementar el conocimiento científico de nuestra biodiversidad e incentivar el acercamiento de las personas a nuestra riqueza natural. Esta área constituye la tercera iniciativa de este tipo en Chile, que dará inicio a la red de Áreas Marinas Costeras Protegidas de Múltiple Uso (AMCP-MU), donde se conjuga a asociación público-privada y la gestión local, para lograr su desarrollo y sostenibilidad en el tiempo.
La creación de Lafken Mapu Lahual ha sido fruto del trabajo de entidades como el Ministerio Secretaría General de la Presidencia, el Ministerio de Economía, Ministerio de Defensa, el Ministerio de Bienes Nacionales,el Ministerio de Vivienda y Urbanismo, Conama, la Intendencia
Regional, Serplac, Sernatur, Sernapesca, Sercotec, la Gobernación Marítima, la Comisión Regional
de Uso del Borde Costero y la Dirección Zonal de Pesca, de la Municipalidad de Río Negro y de los habitantes del sector.

### Objetivos
Al ser área marina y costera de múltiples usos, se priorizan los siguientes objetivos:
- Conservar y mantener el ecosistema marino y sus procesos.
- Potenciar y administrar actividades económicas no extractivas como el turismo de naturaleza y cultural.
- Compatibilizar los usos actuales del ACMP con los objetivos de conservación que se establezcan.
- Establecer un área para la investigación científica a largo plazo.

### Sectores turísticos
- Parque Pichimallay. (En Maicolpue - sector Río sur).

### Ubicación
Lafken Mapu Lahual, abarca prácticamente todo el borde costero de las comunas de San Juan de la Costa, Río Negro y parte de la comuna de Purranque, Provincia de Osorno (40oº40’S), con una extensión aproximada de 32 km de costa, entre dos sitios conocidos como Punta Tiburón y Punta Lobería, al sur de la Caleta y puerto de desembarque artesanal de Bahía Mansa.
La porción marina del área se extiende por una milla náutica desde la línea de más alta marea, emplazándose en la región del bosque templado valdiviano, aún relativamente intacto. Además incorpora dos zonas estuarinas, correspondientes a la zona de penetración de las más altas mareas
de los ríos Huellelhue y Cholhuaco, sumando una superficie total(marina, estuarios y terrestre costera y ribereña) de 5431 hectáreas bajo protección.
El área es representativa de una de las 3 regiones biogeográficas marinas del país. Presenta una rica biodiversidad, ausencia de fuentes contaminantes, borde costero con bosque nativo en excelente
estado y también en este sector se realizan programas de turismo ecológico, impulsados por las comunidades indígenas huilliches, de Huellelhue, Ñirehue y Caleta Cóndor a través del proyecto “Mapulahual”.
Esta área cumple funciones ecológicas relevantes.La zona boscosa costera en el área de conservación, representa uno de los escasos lugares (a lo largo de miles de kilómetros de costa templada del Pacífico Sudoriental) donde el bosque nativo litoral permanece aún relativamente intacto. La
presencia e impacto humano es aún muy bajo, y las cuencas de los ríos aún drenan bosques virtualmente vírgenes. El ambiente marino se caracteriza por presentar un total de 704 especies, de las cuales 73% corresponden a invertebrados bentónicos (habitan el fondo), seguidos
por peces y aves marinas y estuarinas. El entorno de aguas continentales adyacentes cuenta con un total de 89 especies, mientras que el ambiente terrestre suma 118 especies, en su mayoría flora nativa.
Lafken Mapu Lahual cuenta con áreas de reproducción y crianza de peces como el róbalo, puye, lisa, pejerrey y también comunidades biológicas de aguas salobres.
En esta área encontramos la presencia de mejillones gigantes endémicos de larga vida: choro zapato, con más de 25 cm de largo total, extintos en muchos otros estuarios debido a la sobreexplotación; además de una amplia diversidad de especies marinas avistadas, el rasgo más sobresaliente dentro del área es la presencia de la colonia de anidación más austral conocida de gaviotín sudamericano, cerca de Punta Tiburón. También hay una población residente de delfines, lobos, nutrias de mar y de
río y del pudú, un pequeño ciervo amenazado de los bosques australes.

### Comunidades
La población que habita en el sector se encuentra repartida en cuatro comunidades: Huellelhue, Loy Cumilef, Ñirehue y Caleta Cóndor.
El área aledaña de influencia se encuentra habitada por las comunidades de Bahía Mansa y Maicolpi
Río Sur, las cuales son de influencia indígena y pescadora. Estas comunidades desarrollan labores de conservación de los recursos naturales del área, especialmente del alerce.